# فويتشخ كازماريك
فويتشخ كازماريك (بالبولندية: Wojciech Kaczmarek)‏ (29 مارس 1983 في بولندا - ) هو لاعب كرة قدم بولندي في مركز حراسة المرمى. لعب مع بييلسكو بياوا وشلوسك فروتسلاو وفيسوا كراكوف ونادي كراكوفيا وZawisza Bydgoszcz ‏.

## وصلات خارجية
- فويتشخ كازماريك على موقع قاعدة بيانات كرة القدم.إي يو (الإنجليزية)